# Filip 2. af Makedonien
Filip 2. (græsk: Φίλιππος Β΄, 382 f.Kr. til 336 f.Kr.) var konge af Makedonien fra 359 f.Kr. til 336 f.Kr. Han var far til Alexander 3. den Store og Filip 3. af Makedonien.

## Konge af Makedonien
Han blev født i Pella som yngste søn af kong Amyntas 3. af Makedonien og dronning Eurydike. Som ung sad han som garanti for fred som gidsel i Theben og ser ud til der at have lært adskilligt om krigsførelse af den store feltherre Epameinondas.
Efter sine ældre brødres død (Alexander 2. af Makedonien og Perdikkas 3. af Makedonien) greb han magten i 359 f.Kr. Perdikkas 3. var faldet i kamp mod illyrerne med 4.000 af sine mænd. I de sidste 40 år havde Makedonien mistet ni konger, hvoraf fem var myrdet. Indbyrdes dynastiske stridigheder søndersled kongedømmet, og illyrerne forberedte sig på at udslette det helt. Filip var udpeget som regent for sin spæde nevø, Amyntas 4., Perdikkas' søn, indtil denne nåede voksenalderen. Thrakien introducerede en tronprætendent , og Athen gjorde det samme.
For at få en ende på det benyttede de våbenføre makedonske mænd sig af deres stemmeret til at vælge den bedst egnede til konge, og det blev den 23-årige Filip. Som konge over Makedonien fik han uindskrænket råderet over rigets resurser af guld, sølv, jern og kobber; samt over skovene og jagt på vilde dyr. Skatteopkrævning og udenrigspolitik afhang helt af hans afgørelser, og han var hærens øverstkommanderende og ledede selv soldaterne i krig.
Den athenske politiker Demosthenes kaldte den makedonske styreform tyrannisk, for hvis Filip havde sat sig noget i hovedet, behøvede han ikke at rådspørge folkeforsamlingen. Demosthenes erklærede, at Filip ikke engang var "en barbar fra et sted, der kan omtales med respekt, men en fordærvelig slyngel fra Makedonien, hvor det til denne dag ikke har været muligt at købe en anstændig slave."
I modsætning til sine forgængere lykkedes det Filip at integrere klanerne i Øvre Makedoniens bjerge med den centrale region Nedre Makedonien. Dermed herskede han over et rige på omkring 20.000 km² (to tredjedele af Jylland). Antikkens Makedonien svarer ikke til den moderne stat Makedonien, men området mellem Olympos-bjerget og floden Aksios (vore dages Vardar). De, der var bosat syd for Olympos, kaldte sig grækere, og kaldte dem, der boede længere nord, for "makedonere" – ordet er græsk og menes at have betydet "højlændere". Mens de græske bystater, som Athen og Sparta, var vokset frem omkring en befæstet klippe, en "akropolis" (= højby), var Makedonien en ren territorialstat.
Filips militære evner og vision om at udvide Makedonien gav ham hurtigt succes, og det var først, da hans hære mødte styrker fra Athen ved Thermopylæ i 352 f.Kr., at han mødte ordentlig modstand. Hans vigtigste ambition var at sætte grækerne på plads, og han nægtede at trække den makedonske garnison ud af den athenske koloni Amfipolis. Athen fulgte det op med en krigserklæring, men der kom ikke fart i sagerne, før Den tredje hellige krig brød ud i 355 f.Kr. Den skyldtes en strid mellem det græske stammeforbund Fokis og det amfiktyoniske råd, en sammenslutning af bystater, der var ansvarlig for Apollon-templet i Delfi. Fokernes lejehær viste sig svær at nedkæmpe. Det var i øvrigt på 300-tallet f.Kr, at man fik mulighed for at hyre større enheder af lejesoldater ind. Tidligere var landbruget så ineffektivt, at næsten hele befolkningen måtte arbejde med jorden, hvis man skulle producere tilstrækkeligt med mad.
Men på Filips tid dukkede der arbejdssparende opfindelser op, som den roterende kværn med to sten. I 346 f.Kr. bad det krigstrætte Theben ham om militær støtte mod Fokis, og Filip rykkede ind i det centrale Grækenland og vandt en total sejr. Bagefter blev han udpeget til den ærerige stilling som ordfører for De pythiske lege ved Delfi, og indvalgt i det amfiktyoniske råd.

## Herre over grækerne
Men konflikten med Athen var ikke bilagt, og Demosthenes mente, makedonerne burde nedkæmpes, som perserne var blevet det. Athenerne stod imidlertid splittet, da fx Isokrates mente, at Filip tværtimod var den rigtige mand til at samle de græske bystater, så de sammen kunne vende sig mod perserne og hævne gammel uret. Sommeren 340 f.Kr marcherede Filip mod den græske havneby Byzans (vore dages Istanbul). Athenerne gik i panik, for erobrede han Byzans, kunne han afskære deres livsvigtige kornimport fra Det Sorte Hav. Nu fik Demosthenes sin vilje: Athen erklærede Makedonien krig, fulgt af nabobyen Megara, Theben, Korinth og flere andre. Men Filip besejrede alliancen på græssletten ved Chaeronea 1.september 338 f.Kr. Slaget begyndte ved daggry. Filip havde færre soldater end grækerne; men sønnen Aleksander rev med sine ryttere
thebanernes flanke op. Om aftenen kunne Filip fejre sin sejr med en storslået banket og ravede beruset om på slagmarken, dansede mellem de faldne og gjorde nar af Demosthenes. Han anlagde makedonske garnisoner i Theben og Korinth, men ville forbedre forholdet til Athen, og sendte Aleksander og general Antiparros til Athen med de faldne fra byen. Athenerne gengældte venligheden med at skænke Filip og hans søn borgerskab i byen.
Næste vinter sammenkaldte Filip de græske bystater i Korinth. Alle mødte frem, bortset fra spartanerne, som ikke ville bøje sig. Men dem var han ligeglad med, da de var færre end 1.000 fuldgyldige borgere. På mødet blev der lyst almen fred, og staterne blev garanteret frihed og selvstændighed som medlemmer af Korinth-forbundet, selv om de dermed frasagde sig retten til at føre egen udenrigspolitik. Hvis en bystat fandt på at angribe en anden, forpligtede de andre sig også til at gå til samlet angreb på den, der havde brudt freden. Filip selv blev udnævnt til "hegemon" og var dermed formelt herre over Grækenland. Grækerne måtte aflægge troskabsed til ham og hans efterkommere. I efteråret 337 f.Kr indkaldte han til et nyt møde i Korinth, hvor han fremlagde sin plan om at invadere Persien for at hævne Xerxes' hærgen i 480-79 f.Kr, samt at befri de græske byer i Lilleasien for det persiske overherredømme. Næste forår sendte han en fortrop på 10.000 fodsoldater og 1.000 ryttere under Parmenion over Hellesponten som en forberedelse til den store invasion.
Filip var endt som en arret slagsbror, plaget af kroniske skader i arm og kraveben, han haltede og var enøjet efter en pil, der havde ramt ham under en belejring i år 354. Til fester pyntede han sig derfor med en gylden laurbærkrans for at skjule den tomme højre øjenhule.

## Ægteskaber
Filip nåede at gifte sig syv gange i sit 46-årige liv.
- For at formilde illyrerne, giftede han sig først med en illyrisk kvinde, Audata, der døde i barselseng allerede i 357 f.Kr efter at have født datteren Kynna. Kynna blev gift med sin fætter, Amyntas 4., som Aleksander fik myrdet for selv at overtage tronen efter sin far.[10]
- Fila fra Elimiotis, der også døde i år 357.
- Filinna af Larissa fra Thessalien fødte en tilbagestående søn, Arrhidaios, den senere Filip 3.
- Olympias fra Epeiros blev mor til Aleksander den Store og hans søster Kleopatra. Kleopatra blev i oktober 336 f.Kr gift med sin morbror Aleksandros, konge af Epeiros.[11]
- Nikesipolis fra Thessalien fødte datteren Thessalonike.
- Meda fra Thrakien.
- Evrydike var makedonsk. (Nogle antikke kilder kalder hende Kleopatra.) Hun fødte datteren Europa kort tid efter sit bryllup og senere en søn, Karanos.

Filips første seks ægteskaber kan have været rene politiske alliancer for at skaffe sig forbundsfæller blandt tidligere fjender, men antikke kilder hævder, at Evrydike var han forelsket i. Han var 45 år, bruden teenager og højgravid. Bryllupsfesten blev en skandale. Evrydikes farbror Attalos, der var en af Filips mest betroede generaler, bad i den nittenårige Aleksanders nærvær guderne om en legitim arving til den makedonske trone. Aleksander spurgte ham oprørt, om han mente, at han Aleksander var en bastard. Filip ravede beruset hen mod sin søn med draget sværd, men snublede og blev liggende. Sønnen sagde hånligt til gæsterne: "Se bare! Han ruster sig til at drage fra Europa til Asien, man kan ikke engang klatre over en sofa uden at tumle om!" Aleksander og hans mor Olympias begav sig til Epeiros, hvor hendes bror var konge, og derefter drog Aleksander i eksil hos arvefjenden Illyrien. Snart var far og søn dog forsonet, og Aleksander kom hjem til Pella.

## Filips død
Lige inden afrejsen til invasionen af Persien i 336 f.Kr blev Filip snigmyrdet af en livvagt og elsker, der hed Pausanias. Filip havde indbudt prominente gæster fra hele Grækenland til sin datter Kleopatras bryllup med morbroren Aleksandros. Dagen efter vielsen var der arrangeret konkurrencer og teaterforestillinger, der indledtes med et optog af tretten statuer, forestillende Olympens tolv guder, plus Filip selv. Derefter fulgte Filip i en kostbar hvid kappe, ledsaget af sin søn Aleksander samt sin svoger-og-svigersøn, kongen af Epeiros. Filip havde bedt livgarden om at holde afstand for at demonstrere, at han var beskyttet af alle grækeres velvilje; men pludselig sprang livvagten Pausanias frem, og stødte sin dolk ind mellem Filips ribben. Han døde øjeblikkeligt, mens morderen flygtede fra teatret. Pausanias havde i forvejen placeret heste ved byporten, men på vej derhen viklede han fødderne ind i en slyngplante, snublede og blev dræbt med spyd af tre forfølgere.
Aristoteles, hvis far havde været læge ved det makedonske hof, og som selv havde undervist Aleksander i tre år, mente, at mordet havde personlige motiver, og sådan lød den officielle version også: Filip havde droppet Pausanias til fordel for en anden elsker, og Pausanias skulle have ydmyget sin rival, så han begik selvmord. Som hævn skulle general Attalos, en ven af den døde, have inviteret Pausanias til middag, drukket ham fuld og ladet nogle af sine mænd voldtage ham. Pausanias bad Filip om at straffe Attalos for overgrebet; men det ville Filip ikke, da Attalos var farbror til Evrydike. I stedet tilbød han Pausanias en ærefuld plads som en af de syv i den kongelige livgarde.
Hvis det er rigtigt, ville Pausanias have haft rig anledning til at myrde Filip uden øjenvidner og med mulighed for at snige sig væk fra åstedet. Diodor anfører desuden, at Pausanias havde placeret "heste" – i flertal, som om han havde medhjælpere, der også måtte flygte. Selv behøvede han jo kun én hest. Det er også påfaldende, at forfølgerne ikke nøjedes med at pågribe ham, men dræbte ham på stedet, som om de kendte til hans attentatplaner og ville lukke munden på ham.
Mistanken faldt på Olympias, der skal have sat en krone af guld på Pausanias' hoved, så snart hun var tilbage fra eksil i hjemlandet. Hun fik hans lig kremeret og begravet i en gravhøj ved siden af Filips. Hun skal også have sørget for, at der hvert år ofredes ved højen. Filips død kom yderst belejligt for hende: lige efter at deres datter Kleopatra ved sit bryllup havde sikret en tilknytning mellem Makedonien og Epeiros, der overflødiggjorde Olympias; og kun nogle dage efter, at Evrydike havde født en søn, der truede Olympias' søn Aleksanders ret til tronen. Filips død sikrede Olympias' plads som rigets førstedame, efter at hun skyndsomst havde fået Evrydike og den nyfødte Karanos dræbt.

## Filips grav
Den 8. november 1977 annoncerede den græske arkæolog Manolis Andronikos, at en uåbnet grav, han havde fundet ved Vergina, var Filips. Selv om fundet er af stor betydning, er selve identifikationen af gravkammeret blevet udsat.
Ifølge en profeti ville den makedonske kongeslægt forgå, hvis en hersker nogensinde blev begravet andre steder. Profetien gik i opfyldelse, da Aleksander den Store blev gravlagt i Alexandria. Graven ved Vergina indeholder to kamre. I det største lå et skelet, der tolkes som Filips pga. de karakteristiske skader ved kraniet og benbeskyttere, hvoraf den ene er noget kortere end den anden. Efter alt at dømme er det en af hans koner, der er gravlagt i det mindste gravkammer. Uden for indgangen rejste man den korsfæstede Pausanias. Aleksander lod også Pausanias tre sønner dræbe, selv om de på ingen måde kunne lastes for mordet på Filip. Aleksander planlagde også en storslået grav for sin far, noget i retning af Kheops-pyramiden, men fandt aldrig tid til at sætte planen ud i livet.